# 260P/McNaught
260P/McNaught – kometa krótkookresowa, należąca do rodziny komet Jowisza. 

## Odkrycie
Kometa została odkryta 20 maja 2005 przez Roberta McNaughta, po czym została zagubiona. Odnalazł ją na zdjęciach wykonanych w 2012 roku czeski astronom M. Masek.

## Orbita komety i właściwości fizyczne
Orbita komety 260P/McNaught ma kształt elipsy o mimośrodzie 0,59. Jej peryhelium znajduje się w odległości 1,50 j.a., aphelium zaś 5,87 j.a. od Słońca. Jej okres obiegu wokół Słońca wynosi 7,08 roku, nachylenie do ekliptyki ma wartość 15,74˚.